# Nguyễn Đức Xê
Nguyễn Đức Xê (sinh 5 tháng 7 năm 1951 tại Kinh Môn, Hải Dương) là một sĩ quan cấp cao của Quân đội nhân dân Việt Nam, hàm Trung tướng, nguyên Giám đốc Học viện Lục quân.